# Operación polaca del NKVD (1937-1938)
La operación polaca de la NKVD (1937-1938) fue una operación masiva que el NKVD soviético llevó a cabo contra supuestos agentes polacos en la Unión Soviética, durante el período de la Gran Purga. Fue ordenada por el Buró Político contra los llamados «espías polacos», habitualmente identificados por los funcionarios de la NKVD como «absolutamente todos los polacos». El resultado fue la condena de 139.835 personas, y la ejecución sumaria de 111.091 polacos étnicos, así como de los acusados de trabajar para Polonia. La operación se llevó a cabo de acuerdo con la Orden 485 del NKVD, firmada por Nikolái Yezhov. La mayoría de las víctimas, aunque no todas, fueron polacos étnicos, de acuerdo con Timothy Snyder, que considera confirmada una estimación conservadora de 85.000 polacos ejecutados, en un corto periodo, por todo el país como. Del resto se «sospecha» que fueron polacos, sin más investigación.
Con el fin de acelerar el proceso, el personal la NKVD revisó las guías telefónicas locales y detuvo a las personas cuyos nombres les «sonaban» a polaco. Solo en Leningrado fueron detenidos esta manera casi 7.000 ciudadanos. Una gran mayoría de esos "sospechosos" nominales fueron ejecutados dentro de los 10 días siguientes a su arresto.
La operación polaca fue la mayor campaña de fusilamientos y deportaciones, dirigidas contra una minoría étnica, a lo largo de la gran campaña de terror y asesinatos políticos en la Unión Soviética, orquestada por Iósif Stalin.

## Orden N.º 00485

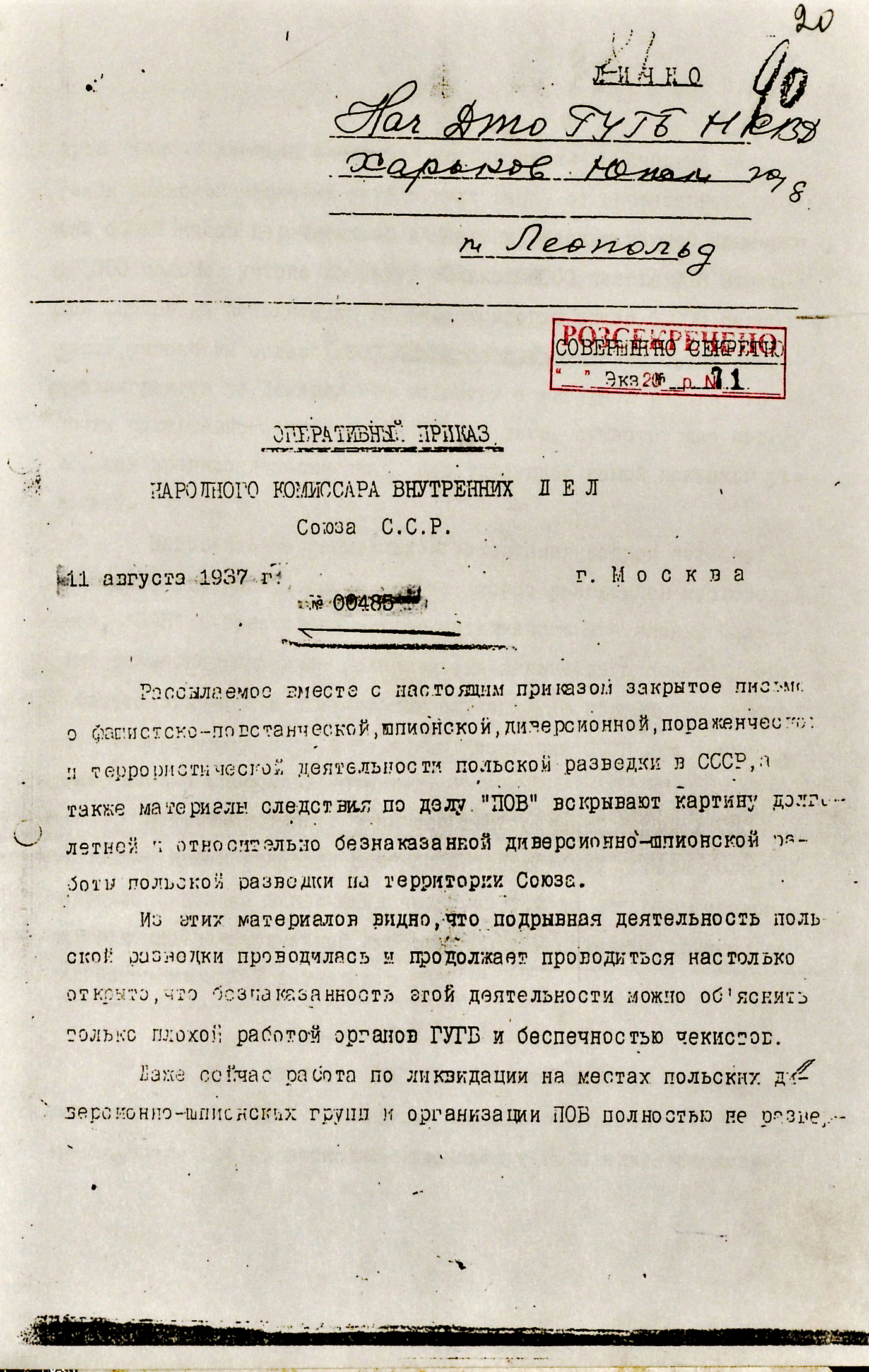
Primera página de una de las copias de la Orden 485 del NKVD, archivada por delegación de Járkov de la NKVD.

La altamente secreta Orden N.º 00485 de la NKVD, llamada «para la liquidación de los grupos polacos políticamente desviados, grupos de espías y prisioneros de guerra», fue aprobada el 9 de agosto de 1937 por el Politburó del Comité Central del Partido y fue firmado por Nikolái Yezhov el 11 de agosto de 1937. Fue distribuida a las unidades locales de la NKVD junto con una «carta secreta» de treinta páginas, de Yezhov, explicando lo que la «operación polaca» se proponía. La carta fue titulada «Acerca del fascismo, resurreccionismo, espionaje, desviación política, derrotismo y actividad terrorista de la inteligencia polaca en la URSS». Stalin exigió la NKVD «seguir buscando y eliminar esta basura polaca».
La orden estableció también un procedimiento simplificado, llamado «procedimiento de cuaderno» en los círculos de la NKVD. Las largas listas de presos condenados por los órganos más bajos de la NKVD, durante las primeras investigaciones, se recogían en «cuadernos» y se enviaban a las oficinas intermedias de la NKVD para que se les estampara un sello de aprobación. Después de la aprobación de todo los «cuadernos», las ejecuciones se llevaban a cabo de inmediato. Este procedimiento también se utilizó en otras operaciones de masas de la NKVD.
La «operación polaca» fue la segunda de una serie de operaciones nacionales de la NKVD, llevadas a cabo en la Unión Soviética contra grupos étnicos, en las que se incluyeron letones, fineses, alemanes y rumanos, basada en una teoría acerca de un enemigo interno (es decir, la quinta columna) etiquetada como «capitalismo hostil que nos cerca» y se encuentra a lo largo de las fronteras occidentales. El historiador Timothy Snyder escribió que esta justificación imaginaria estaba destinada solo a encubrir la campaña de asesinatos masivos, cuyo objetivo era erradicar a los polacos en tanto que grupo nacional y lingüístico minoritario. Otra causa posible, de acuerdo con Snyder, podría haber surgido de la necesidad de explicar la hambruna organizada por los soviets en Ucrania, para la que se requería un chivo expiatorio político. Un funcionario soviético superior, Vsévolod Balitsky, eligió la Organización Militar Polaca, que fue disuelta en 1921. El NKVD declaró que seguía existiendo. Algunos polacos soviéticos fueron torturados con el fin de confesar su existencia y denunciar a otros individuos como espías. Mientras tanto la Internacional Comunista ayudó revisando sus archivos en busca de miembros polacos, produciendo otra fuente abundante de evidencia inventada.

## Alcance de la Operación Polaca y víctimas
El mayor grupo de personas con antecedentes polacos, alrededor de un 40 % de todas las víctimas, procedía de la Ucrania soviética, especialmente de los distritos cercanos a la frontera con Polonia. Entre ellos se encontraban decenas de miles de campesinos, trabajadores ferroviarios, obreros industriales, ingenieros y otros. Un 17 % adicional de las víctimas procedía de la Bielorrusia soviética. El resto vino de todo el oeste de Siberia y Kazajistán, donde los polacos exiliados habían vivido desde las particiones de Polonia, así como del sur de los Urales, el norte del Cáucaso y el resto de Siberia, incluyendo el Lejano Oriente.
Las siguientes categorías de personas fueron detenidas por la NKVD durante la operación polaca, tal como se describe en los documentos soviéticos:
- Miembros «activos» de la minoría polaca en la Unión Soviética (la práctica totalidad de los polacos).
- Todos los inmigrantes procedentes de Polonia.
- Los refugiados políticos procedentes de Polonia (en su mayoría miembros del Partido Comunista de Polonia).
- Antiguos y actuales miembros del Partido Socialista Polaco y otros partidos políticos polacos no comunistas.
- Todos los prisioneros de guerra de la guerra polacosoviética (1919-1921) que quedaban en la Unión Soviética.
- Los miembros de la Organización Militar Polaca (Polska Organizacja Wojskowa), que figuran en una lista especial (la mayoría de ellos no eran miembros de esa organización). 

La operación se desarrolló entre el 25 de agosto de 1937 y el 15 de noviembre de 1938, aproximadamente. De acuerdo con los archivos de la NKVD, 111.091 polacos y personas acusadas de vínculos con Polonia fueron condenadas a muerte y 28.744 fueron sentenciados a campos de trabajo (conocidos como la «guillotina seca» o muerte lenta causada por la intemperie, la desnutrición y el exceso de trabajo; 139.835 víctimas en total. Esta cifra constituye el 10% del número total de personas condenadas oficialmente durante el período conocido como Yezhóvschina (por el nombre de Nikolái Yezhov), según queda confirmado por los documentos de la NKVD.
La operación fue solo un momento culminante en la persecución de los polacos, que se extendió por más de una década. Como indican las estadísticas soviéticas, el número de polacos étnicos se redujo en 165.000 personas para toda la URSS en ese período. «Se estima que las pérdidas polacas en la República Socialista Soviética de Ucrania fueron aproximadamente un 30%, mientras que en la República Socialista Soviética de Bielorrusia la minoría polaca quedó prácticamente aniquilada». El historiador Michael Ellman afirma que las «operaciones nacionales, en particular la “operación polaca”, pueden constituir genocidio tal y como se define en la Convención de las Naciones Unidas». Su opinión es compartida por Simon Sebag Montefiore, que llama a la operación polaca de la NKVD «un mini-genocidio». El escritor polaco y comentarista Dr. Tomasz Sommer también se refiere a la operación como un genocidio, junto con el profesor Marek Jan Chodakiewicz, entre otros.
Casi todas las víctimas de los fusilamientos de la NKVD fueron hombres, escribió Michał Jasiński, la mayoría con familia. Sus esposas y niños fueron deportados por la Orden NKVD N.º 00486 como «familiares de traidores a la patria». Las mujeres fueron condenadas generalmente a la deportación en Kazajistán, por un periodo de cinco a diez años. Los hijos fueron recluidos en orfanatos, para ser educados como soviéticos, en la ignorancia de sus orígenes. Fueron confiscados todos los bienes de los acusados. Los padres de los hombres ejecutados, así como sus suegros, fueron deliberadamente abandonados sin nada para vivir, lo que generalmente selló también su suerte. Según Jasiński, las extrapolaciones estadísticas incrementan el número de víctimas polacas, en 1937-1938, a cerca de 200.000-250.000 personas, dependiendo del tamaño de sus familias.

## Otras lecturas
- McLoughlin, Barry, and McDermott, Kevin (eds). Stalin's Terror: High Politics and Mass Repression in the Soviet Union. Palgrave Macmillan, December 2002. ISBN 1403901198.
- Norman M. Naimark, Stalin's Genocides (Princeton University 2010).
- Paczkowski, Andrzej (1999), "Poland, the "Enemy Nation"", in Stéphane Courtois; et al., Black Book of Communism, pp. 372–375

- Datos: Q1336295
- Multimedia: Polish Operation of the NKVD / Q1336295